# Grand Theft Auto III
Grand Theft Auto III (kurz GTA III) ist das dritte Computerspiel der Grand-Theft-Auto-Reihe und stellt gleichzeitig den Auftakt zu einer Trilogie sowie innerhalb der erzählten Zeit dieser Trilogie deren chronologischen Abschluss dar.
Es wurde am 22. Oktober 2001 in Nordamerika und am 26. Oktober 2001 in Europa für die PlayStation 2 veröffentlicht. Danach erschien es 2002 für Windows sowie 2003 für die Xbox. Im Jahr 2010 wurde es des Weiteren auf macOS portiert und anlässlich seines zehnten Jubiläums erschien im Dezember 2011 eine Portierung für iOS- und Android-Mobilgeräte.
GTA III ist das erste Spiel der Reihe, das eine 3D-Grafik nutzt. Standardmäßig ist die Third-Person-Perspektive aktiviert. Wahlweise kann auch in die für GTA 1 und 2 typische Vogelperspektive umgeschaltet werden. Die beiden Fortsetzungen GTA: Vice City (2002) und GTA: San Andreas (2004) werden gemeinsam mit GTA III als ein einziger Teil betrachtet, nachdem erst der 2008 veröffentlichte nächste Teil der Serie den Namen GTA IV erhielt.

## Handlung
GTA III ist das erste Spiel der Reihe, das einen ausgearbeiteten Handlungsstrang vorweisen kann, der durch Zwischensequenzen in Spielgrafik erzählt wird. Die Geschichte lehnt sich dabei an Gangsterfilm-Klassiker wie beispielsweise Der Pate oder Scarface an.
GTA III spielt im Jahr 2001 in der Stadt Liberty City. Der Spieler schlüpft in die Rolle eines namenlosen weißen Gangsters unbekannter Herkunft, der während des ganzen Spiels kein einziges Wort spricht und der erst in Grand Theft Auto: San Andreas als „Claude“ identifiziert wird. Der Spieler nimmt Aufträge von verschiedenen Auftraggebern an, die mit der Zeit anspruchsvoller werden. Bei den Auftraggebern handelt es sich um die einflussreichen Köpfe verschiedener krimineller Organisationen wie der Leone-Mafia-Familie (Italiener) und der Yakuza (Japaner). Kleinere Aufträge kommen von den Anführern lokaler Straßengangs.
Das Spiel beginnt mit einem Banküberfall, bei dem Claude von seiner Freundin Catalina, welche er bereits in Grand Theft Auto: San Andreas kennengelernt hat, niedergeschossen und danach von der Polizei verhaftet wird. Fortan sinnt Claude auf Rache an seiner Ex-Freundin. Bei der Überführung ins Gefängnis wird der Transport auf der Callahan Bridge von Mitgliedern des Kolumbianischen Kartells gestoppt und ein Mitgefangener befreit. Im durch eine Explosion entstehenden Chaos kann Claude zusammen mit dem Bombenexperten 8-Ball vor der Polizei fliehen. Durch 8-Ball kommt er in Kontakt mit der Leone-Mafia-Familie.
Claude arbeitet sich innerhalb der Leone-Familie bis zum persönlichen Assistenten des Don, Salvatore Leone, hoch. Catalina hat inzwischen als Anführerin des Kolumbianischen Kartells ein Drogenimperium in Liberty City errichtet und unterhält dazu ein Drogenlabor auf einem Containerschiff im Hafen von Portland. Salvatore beauftragt daher Claude das Schiff mithilfe von 8-Ball zu versenken, wonach ein Krieg zwischen der Mafia und dem Kartell droht. Als Salvatore zudem erfährt, dass seine Frau Maria sich in Claude verliebt hat, will Salvatore ihn mit einer Autobombe beseitigen, um so den Frieden mit dem Kartell zu wahren.
Dank Maria erfährt Claude von dem Komplott und kann im Stadtteil Staunton Island untertauchen. Er arbeitet fortan mit den Yakuza zusammen, um Salvatore zu töten und im weiteren Verlauf Catalinas Drogenimperium nach und nach zu zerstören.
Über Umwege lernt Claude schließlich den Medienmogul Donald Love kennen, einen der einflussreichsten Menschen von Liberty City. Zusammen mit Donald lässt Claude einen Bandenkrieg zwischen den Yakuza und dem Kolumbianischen Kartell ausbrechen. Aus der Reserve gelockt, muss Catalina persönlich in den Bandenkrieg eingreifen. Sie tötet die letzten Anführer der Yakuza und entführt Maria, um Claude um 500.000 Dollar zu erpressen.
Catalina spielt auch bei der Geldübergabe im Kartell-Hauptquartier nicht fair und flüchtet mit dem Geld zum Cochrane Staudamm. Im anschließenden Showdown kann Claude ihren Fluchthelikopter abschießen und mit Maria entkommen.

## Spielprinzip
Hauptsächlich besteht das Spiel aus einer Kombination aus Schieß- und Fahrsequenzen. Die Aufgaben für den Spieler lassen sich in drei Kategorien aufteilen: Hauptmissionen, Nebenmissionen und freies Spielen.
Dabei folgt das Spiel dem Open-World-Prinzip, der Spieler ist also nicht gezwungen sich den Missionen zuzuwenden. Die Spielwelt bietet diverse Beschäftigungsmöglichkeiten. Beispielsweise kann der Spieler absichtlich Verbrechen begehen, um eine Verfolgung durch die Polizei zu provozieren oder einfach nur die Spielwelt erkunden.
Sowohl in den Missionen als auch außerhalb der Missionen reagiert die Polizei auf kriminelle Taten des Spielers. Je mehr Verbrechen der Spieler begeht, desto mehr Polizisten und andere Einheiten nehmen die Verfolgung des Spielers auf.
Die Hauptmissionen bilden die Handlung des Spiels und haben daher eine festgelegte Reihenfolge. Hierzu muss der Spieler verschiedene Auftraggeber in der Spielwelt aufsuchen. In einer jeweils folgenden kurzen Zwischensequenz wird die Handlung fortgeführt und das zu lösende Problem geschildert. Der Spieler muss anschließend mit Waffen und/oder Fahrzeugen, die er in der Spielwelt findet oder bereits gefunden hat, die gestellte Aufgabe lösen.
Nebenmissionen sind nicht Teil der Handlung und können daher jederzeit durchgeführt werden. So müssen etwa im Rahmen einer Sammelmission in der Spielwelt 100 versteckte Päckchen gefunden werden. Sogenannte „Monsterstunts“ erfordern die Durchführung von weiten Sprüngen mit Fahrzeugen. Bei Taxi-Missionen fährt man Passagiere zu den gewünschten Zielen. Diese Missionen müssen nicht zusammenhängend erledigt werden und können daher unterbrochen und später fortgesetzt werden. Im Gegensatz dazu können die Feuerwehr-, Polizei- und Krankenwagen-Missionen nicht unterbrochen werden. Es muss dabei eine bestimmte Anzahl von immer gleichen Aufgaben, wie z. B. das Löschen von Bränden oder das Töten von Verbrechern, hintereinander durchgeführt werden.
Die Handlungen des Spielers wirken sich in GTA III teilweise auf die Spielwelt aus. So führt das Töten von Salvatore Leone dazu, dass der nördliche Teil von Portland, vor allem der Stadtteil Saint Mark’s, kaum noch betreten werden kann, ohne dass der Spieler von Leone-Mafiosi massiv attackiert wird. Das Gleiche gilt für das Kartell-Gebiet, da die Kolumbianer schwer bewaffnet sind und deshalb für den Spieler eine große Gefahr darstellen.

## Spielwelt
Bei der Spielwelt handelt es sich um die an New York City angelehnte Stadt Liberty City, auf deren Gebiet vier Millionen Menschen leben. Es handelt sich dabei – aufgrund der ausufernden Kriminalität – um „the worst place in America“. Sie ist dabei nicht identisch mit Liberty City aus dem ersten Teil der GTA-Reihe, das ebenfalls an New York angelehnt war. Liberty City in GTA III gliedert sich in drei Inseln, die erst im Laufe des Spiels nach und nach freigeschaltet werden: Portland, Staunton Island und Shoreside Vale. Die drei Inseln sind durch Brücken, einen Tunnel und eine U-Bahn miteinander verbunden. Auf der ersten Insel kann zusätzlich eine Hochbahn benutzt werden.
Pro Insel verfügt der Spieler über ein Versteck, in dem er den Spielstand abspeichern kann. Durch das Auffinden von versteckten Päckchen oder das Erfüllen von Nebenmissionen erscheinen dort Pickups in Form von Waffen, Gesundheit und Rüstung, die dem Spieler aufwändiges Suchen ersparen.
Die Stadt ist comichaft und detailliert gestaltet und wirkt durch das hohe Verkehrsaufkommen und die Vielfalt der Passanten sehr lebendig.
In GTA III kann der Spieler aus 50 verschiedenen Fahrzeugmodellen wählen, die realen Vorbildern nachempfunden wurden. Dabei ist die Auswahl – mit einer Ausnahme – auf Land- und Wasserfahrzeuge beschränkt. Nur der Dodo, ein Cessna-Propeller-Flugzeug mit verkürzten Flügeln, kann für kurze Flugversuche benutzt werden.
Als Vorlage für die Entwicklung der Spielwelt von Grand Theft Auto III wird zum Teil auch das ebenfalls von DMA Design (heute Rockstar North) zuvor veröffentlichte Spiel Body Harvest angesehen.

### Gangs
Eine große Anzahl an Banden kontrolliert die Stadt. Während manche Banden mit Baseballschlägern ausgestattet sind, haben andere Micro-Uzis und andere starke Waffen. Die bedeutendsten Gangs sind:
- Leone Mafia-Familie: Claudes erste Auftraggeber sind im festen Besitz des Bezirks Saint Mark’s in Portland. Ihr „Don“ ist Salvatore Leone.
- Triaden: Die Triaden kontrollieren Chinatown und wollen die Mafia in Portland zurückdrängen. Zur Tarnung betreiben sie eine Makrelen-Konservenfabrik.
- Kolumbianisches Kartell: Sie bringen die Droge SPANK in Umlauf und versuchen dadurch, in Liberty City Fuß zu fassen.
- Yakuza: Die Yakuza versuchen die Kolumbianer daran zu hindern, durch den Drogenverkauf in der Stadt Einfluss zu gewinnen.

Daneben gibt es kleinere Banden, bestehend aus lokalen Straßengangs, die aber in der Handlung des Spiels weniger Bedeutung haben. Dazu zählen die Diablos (Latinos unter der Führung von El Burro), die Yardies (Jamaikaner unter der Führung von King Courtney) und die Southside Hoods (intern miteinander verfeindete Afroamerikaner, deren Untergruppierung Red Jacks von D-Ice angeführt wird). Claude wird von ihren jeweiligen Bossen mit einigen Nebenmissionen beauftragt, die mit der Haupthandlung selbst allerdings nichts zu tun haben.

### Charaktere und Sprecher
Für das Vorantreiben der Handlung durch Zwischensequenzen und Dialoge betrieb DMA Design einen für die damalige Zeit ungewöhnlich hohen Aufwand. Neben der Verwendung von Motion-Capture-Technologie für die Gestaltung der Zwischensequenzen in Spielgrafik wurden für die Vertonung der Dialoge zum Teil auch bekannte US-amerikanische Schauspieler sowie der Rapper Guru verpflichtet.
Liste von in der Handlung mehrfach auftretenden Charakteren und bekannten Sprechern:
- namenloser Protagonist (wird in Grand Theft Auto: San Andreas als Claude identifiziert): Krimineller, der zeitweise mit dem Kolumbianischen Kartell zusammenarbeitete und sich seit seinem Ausbruch aus dem Gefängnis mit verschiedenen Aufträgen über Wasser hält, Herkunft unbekannt, bleibt während des Verlaufs des gesamten Spiels stumm
- namenloser älterer asiatischer Herr: Berater von Donald Love
- 8-Ball (gesprochen von Guru): entflohener Häftling, Afroamerikaner, Experte für Sprengstoffe, steht der Mafia nahe
- Catalina: Chefin des Kolumbianischen Kartells, Ex-Freundin des Protagonisten
- Marty Chonks: Besitzer der Hundefutterfabrik Bitch’n’Dog Food in Portland
- Mrs. Cipriani: Mutter von Toni Cipriani, tritt stets nur als Off-Stimme im familieneigenen Restaurant in Erscheinung
- Toni Cipriani (gesprochen von Michael Madsen): Capo innerhalb der Leone-Mafia-Familie, dessen Familie ein italienisches Restaurant im Bezirk Saint Mark’s in Portland betreibt
- D-Ice: Anführer der Abspaltung Red Jacks der Afroamerikaner-Gang Southside Hoods
- El Burro: Anführer der Latino-Gang Diablos
- Luigi Goterelli (gesprochen von Joe Pantoliano): Mitglied der Mafia, Besitzer des Clubs Sex Club 7 im Rotlichtviertel von Portland
- Asuka Kasen (gesprochen von Lianna Pai): Chefin der Yakuza, Freundin von Maria Latore
- Kenji Kasen: Bruder von Asuka, Mitglied der Yakuza und Besitzer eines Spielcasinos in Staunton Island
- King Courtney: Anführer der Jamaikaner-Gang Yardies
- Maria Latore (bzw. Leone) (gesprochen von Debi Mazar): Frau von Salvatore Leone
- Joey Leone (gesprochen von Michael Rapaport): Sohn von Salvatore Leone und Besitzer einer Autowerkstatt in Portland
- Salvatore Leone (gesprochen von Frank Vincent): Oberhaupt der Leone-Mafia-Familie
- Donald Love (gesprochen von Kyle MacLachlan): einflussreicher Medienbesitzer
- Ray Machowski (gesprochen von Robert Loggia): korrupter Polizist, der den Yakuza nahesteht
- McAffrey: korrupter Polizist und Ex-Partner von Ray Machowski, der gegen diesen als Kronzeuge aussagen will
- Mick: Türsteher in Luigis Club
- Miguel: Partner von Catalina
- Misty: eines von Luigis Mädchen, Freundin von Salvatore Leones Sohn Joey

### Musik
Der Spieler kann wie in den Teilen zuvor zwischen den Radiostationen umschalten, diese wurden jedoch quantitativ stark erweitert. Sender sind Flashback FM (der Songs aus dem Film Scarface spielt), K-Jah (Tracks des 1980 erschienenen Albums Scientist Rids the World of the Evil Curse of the Vampires von Scientist, originaler jamaikanischer Dub), Double Cleff FM (klassische italienische Opernstücke), MSX FM (Drum and Bass), Game Radio FM (Songs von Hip-Hop-Künstlern des echten Musiklabels Game Recordings), Rise FM (Trance), Head Radio und Lips 106 (beide spielen Pop, alle Lieder der beiden Sender sind Eigenkreationen von Rockstar Games) sowie Chatterbox FM (Talk-Sender mit Lazlow; Anrufer können hier mit ihm über diverse Themen reden, daher wird keine Musik, sondern gesprochenes Programm gesendet).
Außerdem ist es in der PC-Version erstmals möglich, MP3- und Wave-Audiodateien einzubinden, die vom Spiel als eigener Sender behandelt werden. In der Xbox-Version werden Audiodateien, die auf der Festplatte gespeichert sind, ebenfalls wie ein Radiosender behandelt.

## Entwicklung
Problematisch war der mit 32 Megabyte geringe Arbeitsspeicher der Zielplattform PlayStation 2, die gewählt wurde, da sie mit einem DVD-Laufwerk ausreichend Kapazität auf dem Speichermedium bot. Die Lösung war letztendlich ein Teilen der Spielwelt in die drei Distrikte Portland, Staunton Island und Shoreside Vale. Mit Frank Vincent, Joe Pantoliano, Michael Madsen oder Michael Rapaport verpflichtete man bekannte Schauspieler für die Vertonung. Die eigene Spielfigur hingegen blieb stumm, damit der Spieler sich besser mit dieser identifizieren konnte. Während der Playtests wurde schnell klar, dass der nicht lineare Ansatz zu zahlreichen individuellen Fehlern führte, da jeder Tester die Mission anders löste. Aufgrund der Terroranschläge am 11. September 2001 entschlossen sich die Entwickler, einige Elemente des Spiels zu modifizieren. So wurde ein Fehler in der Kulisse behoben, so dass ein über der Stadt kreisender Jumbojet nicht in Hochhäuser fliegen konnte. Zudem wurde das Cover für den US-Markt angepasst, auf dem eine zerstörte Brücke zu sehen war und die Radiosender leicht überarbeitet.
Ursprünglich gab es noch einen Charakter namens Darkel, der als Landstreicher teils wahnsinnige oder terroristische Aufträge vergab. Er wurde aus dem Spiel entfernt, da die Tonart den Entwicklern zu düster wurde. Zudem waren drei seiner fünf Aufträge schlicht unbrauchbar.

## Veröffentlichung
Als Veröffentlichungstermin für die PlayStation-2-Version war ursprünglich der 2. Oktober 2001 vorgesehen. Die finale Fassung wurde schließlich am 22. Oktober 2001 veröffentlicht.
Rockstar Games hat GTA III im Dezember 2011 anlässlich des 10-jährigen Jubiläums des Spiels vom Entwicklerstudio War Drum Studios auf Android und iOS portieren lassen.
Für die Xbox ist das Spiel nicht einzeln erhältlich. Hier muss man wahlweise auf das Double-Pack inklusive GTA: Vice City oder das Triple-Pack inklusive GTA: Vice City und GTA: San Andreas zurückgreifen.

## Zensur
Wird das Spiel unter deutscher Länderkennung installiert, ist es entschärft, d. h. Blut ist im Spiel nicht vorhanden, das Einsammeln des Geldes von getöteten Passanten sowie das Abtrennen von Körperteilen ist nicht mehr möglich. Auch kann nicht auf am Boden liegende Personen eingetreten werden. Zudem fehlen die Amoklauf-Missionen (Rampages), in denen innerhalb einer vorgegebenen Zeit eine bestimmte Anzahl an Gang-Mitgliedern getötet werden muss. In Japan wurde das Spiel 2005, zwei Jahre nach der dortigen Veröffentlichung, indiziert, da es Gewaltverbrechen verherrliche. Zu diesem Zeitpunkt waren dort allerdings bereits 350.000 Exemplare verkauft worden.

## Rezeption
GTA III erhielt außerordentlich positive Wertungen. Das deutschsprachige Fachmagazin GameStar bezeichnete das Spiel als fesselnde Gangster-Simulation „mit viel Freiheit, super Atmosphäre und ungeahnten Spielmöglichkeiten“. Die Grafik der PC-Fassung sei im Vergleich zur PlayStation 2 nochmals aufgebohrt und die Steuerung perfekt angepasst worden. Das Onlinemagazin 4Players lobte im Test der PlayStation-2-Version die herausragende Freiheit, sowie den Soundtrack. Auch die Grafik überzeuge größtenteils und trage zur Atmosphäre bei. Grafisch hinterlasse der Ausflug nach Liberty City einen hervorragenden Eindruck. Der Comic-Stil der Figuren, der die im Spiel vorkommende Gewalt wieder relativiere, passe wunderbar. Laut dem Test von Maniac.de setze die XBox-Version des Spiels neue Maßstäbe, wobei sich gegenüber der Fassung für die PlayStation 2 einige optische Verbesserungen sowie eine höhere Bildrate bemerkbar machten. Die PC Games hingegen merkte an, die Stadt werde lebendig simuliert, die unzähligen Autos würden sich alle unterschiedlich fahren und die über 70 Missionen seien abwechslungsreich. Das Spiel sei einzigartig und umfangreich, aber durch die sensible Fahrzeugsteuerung auch schwer und die beschränkte Speicherfunktion umständlich.
Aufgrund seines großen Verkaufserfolgs zählt GTA III zu den erfolgreichsten Spielen für die PlayStation 2.

### Auszeichnungen
- Game Developers Choice Awards[19]
  - Game of the Year
  - Excellence in Game Design
- Platin-Award des VUD für über 200.000 Verkäufe im deutschsprachigen Raum.[20]